# Horizen
Horizen is het tiende studioalbum van Jade Warrior. Na hun vier succesvolle albums voor Island Records werd het een tijdje stil rond deze band. De band had financiële en persoonlijke problemen en ook de wereldwijde wijziging in muziekstijl (lees: punk) bracht een kentering in de belangstelling. Pas nat zes jaar kwam er een opvolger van Way of the sun. Ten tijde van de uitgave was Jade Warrior er nog tevreden over, later zou Field afstand nemen van deze langspeelplaat en haar opvolger (Duhig was toen al overleden). Ze sloten niet aan bij de muzikale ontwikkeling die de groep voor ogen stond. Horizen sluit echter qua muziek aan op Way of the sun, de wisseling in de muziekwereld volgend. De muziek is af en toe rustig, maar af en toe zijn er de harde uithalen van Tony Duhig, die Zen en ook za-zen verstoren.   

## Musici
- Tony Duhig – gitaar
- David Duhig – gitaar
- Jon Field – dwarsfluit, percussie
- Gowan Turnbull – dwarsfluit en saxofoon
- Brad Lang – basgitaar
- Anisse Hadeed – steeldrum en timbales
- Jeff Barak – slagwerk
- Pro Musica of London - koor

## Muziek
| Nr. | Titel                                                                  | Duur |
| --- | ---------------------------------------------------------------------- | ---- |
| 1.  | Images of Dune (1.Prescient dawn; 2.The Freman; 3. Journey on a dream) |      |
| 2.  | Caribbean wave                                                         |      |
| 3.  | Horizon                                                                |      |
| 4.  | East wind                                                              |      |
| 5.  | Grey lake, red mountain                                                |      |
| 6.  | Long wait at Mount Li                                                  |      |

Images of Dune is gewijd aan het boek Duin van Frank Herbert, Long wait on Mount Li gaat over het stilstaande Terracottaleger nabij Mount Li. East wind, dat het meest lijkt op het “oudere” Jade Warrior, werd in Duitsland als single uitgebracht. Grey lake, red mountain is een vergezicht langs een Schots meer. In 2000 werd het album opnieuw uitgegeven ter nagedachtenis aan Tony Duhig.